# Ерхарт (Минесота)
Ерхарт (енгл. Erhard) град је у америчкој савезној држави Минесота.

## Демографија
По попису из 2010. године број становника је 148, што је 2 (-1,3%) становника мање него 2000. године.
| Група             | 2000.       | 2010.       |
| Белци             | 147 (98,0%) | 145 (98,0%) |
| Афроамериканци    | 0 (0,0%)    | 0 (0,0%)    |
| Азијати           | 0 (0,0%)    | 0 (0,0%)    |
| Хиспаноамериканци | 0 (0,0%)    | 0 (0,0%)    |
| Укупно            | 150         | 148         |